# Placówka Straży Celnej „Wisłok”

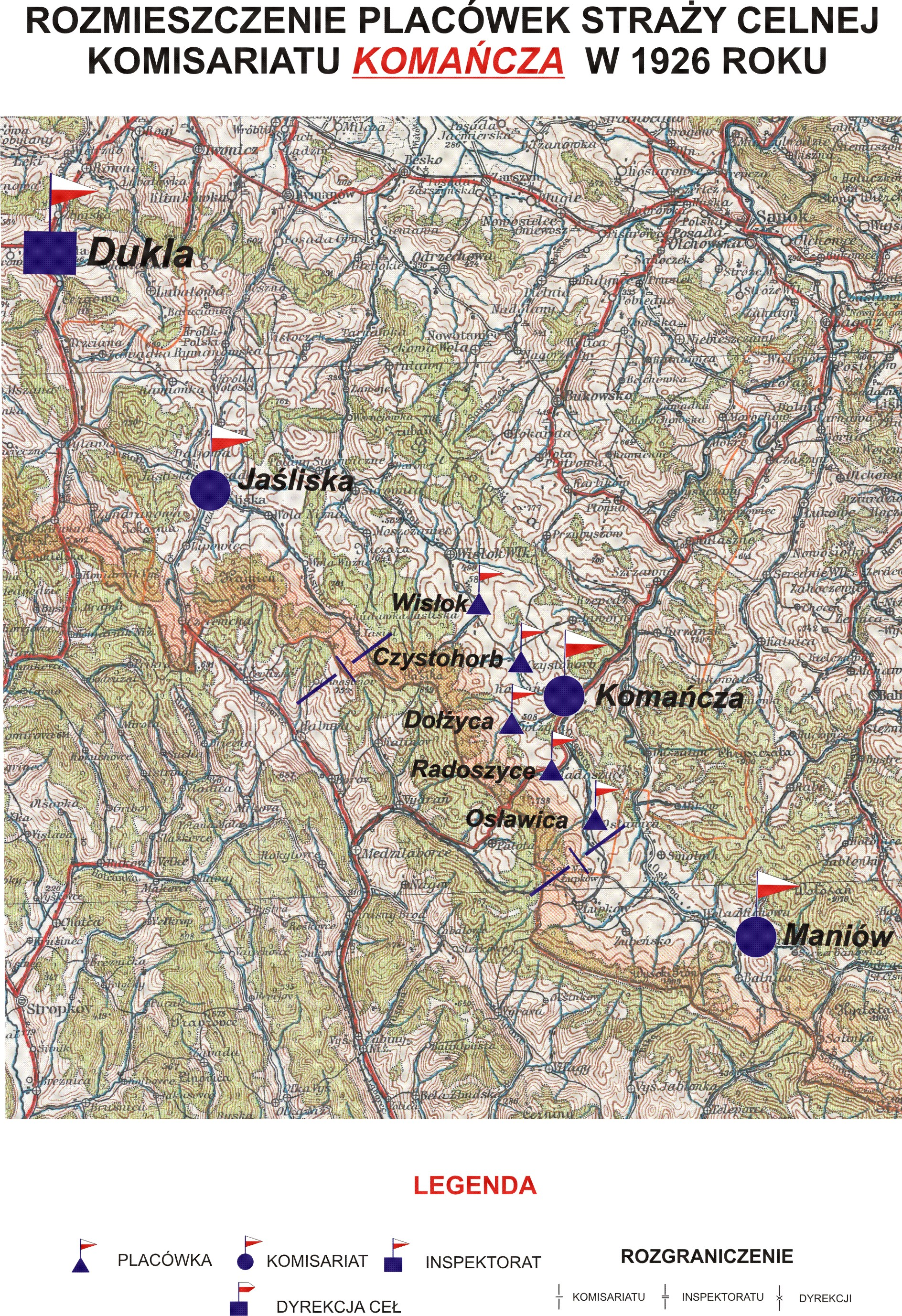
Rozmieszczenie placówek Komisariatu Komańcza w 1926 r.

Placówka Straży Celnej „Wisłok” – jednostka organizacyjna Straży Celnej pełniąca w okresie międzywojennym służbę ochronną na granicy polsko-czechosłowackiej.

## Formowanie i zmiany organizacyjne
Na wniosek Ministerstwa Skarbu, uchwałą z 10 marca 1920 roku, powołano do życia Straż Celną. Od połowy 1921 roku jednostki Straży Celnej rozpoczęły przejmowanie odcinków granicy od pododdziałów Batalionów Celnych. W 1922 roku w Komańczy stacjonował sztab 3 kompanii 6 batalionu celnego. Kompania wystawiała między innymi placówkę w Wisłoku. Proces tworzenia Straży Celnej trwał do końca 1922 roku. Placówka Straży Celnej „Wisłok” weszła w podporządkowanie komisariatu Straży Celnej „Komańcza” z Inspektoratu SC „Dukla”.
W drugiej połowie 1927 roku przystąpiono do gruntownej reorganizacji Straży Celnej. W praktyce skutkowało to rozwiązaniem tej formacji granicznej. Ochronę północnej, zachodniej i południowej granicy państwa przejęła powołana z dniem 2 kwietnia 1928 roku Straż Graniczna.
Rozkazem nr 5 z 16 maja 1928 roku w sprawie organizacji Małopolskiego Inspektoratu Okręgowego dowódca Straży Granicznej gen. bryg. Stefan Pasławski powołał komisariat Straży Granicznej „Jaśliska”. Placówka Straży Granicznej I linii „Wisłok Wielki” znalazła się w jego strukturze.

## Funkcjonariusze placówki
Kierownicy placówki
| stopień    | imię i nazwisko, numer | okres pełnienia służby | kolejne stanowisko |
| ---------- | ---------------------- | ---------------------- | ------------------ |
| przodownik | Ignacy Piętka (184)    | był w 1926             |                    |

Obsada personalna placówki w 1926:
- przodownik Ignacy Piętka (184)
- strażnik Józef Homiński (1963)
- strażnik Stanisław Papiernik (1093)
- strażnik Stanisław Rachwał (2088)
- strażnik Bolesław Romański (2174)
- strażnik Ignacy Kołecki (2221)